# Víctor Bolívar
Víctor Andrey Bolívar Ordóñez (30 de setembro de 1983) é um futebolista profissional costarriquenho que atua como goleiro.

## Carreira
Víctor Bolívar representou a Seleção Costarriquenha de Futebol nas Olimpíadas de 2004.